# Notoxus hageni
Notoxus hageni är en skalbaggsart som beskrevs av Chandler 1982. Notoxus hageni ingår i släktet Notoxus och familjen kvickbaggar. Inga underarter finns listade i Catalogue of Life.